# Battling Butler
Battling Butler és una pel·lícula muda de comèdia estatunidenca del 1926 dirigida i protagonitzada per Buster Keaton. Es basa en el musical de 1923 Battling Buttler. La pel·lícula va entrar al domini públic l'any 2022.

## Argument

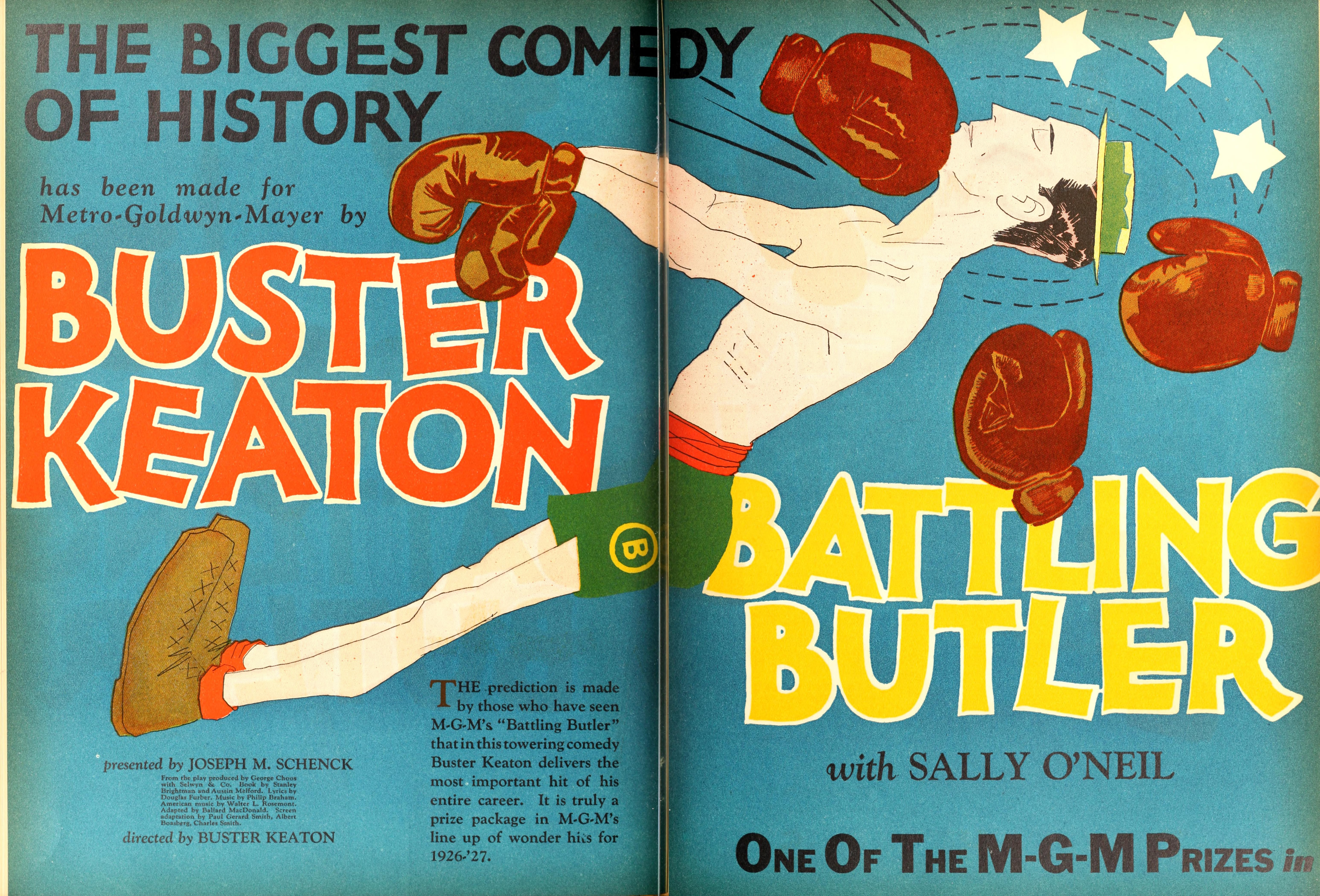
Battling Butler a Motion Picture News, 1926

Alfred Butler és descendent d'una família adinerada, però és una vergonya per al seu pare, ja que Alfred és un jove lleuger i amable, acostumat a la facilitat i el luxe. El seu pare suggereix una excursió de caça i pesca per endurir-lo. L'Alfred va de viatge, acompanyat del seu xofer i el seu valet personal. Durant l'excursió, s'enamora a primera vista d'una noia de muntanya de classe baixa que viu amb la seva família en una barraca. Per tal d'impressionar la seva família obrera, l'apartament els diu que l'Alfred és el conegut lluitador del campionat professional que té el mateix nom i que lluita sota el sobrenom professional de "Battling Butler". A partir d'aquí, ha de mantenir la mascarada, tant en públic com en privat. Quan torna, Alfred és rebut per una multitud animada d'entusiastes de la boxa que pensen que ell és el lluitador.
L'Alfred espera que haurà de lluitar contra un dels oponents del Battling Butler i entrenar com pugui. El dia de la baralla, es posa de mala gana el calçat i els guants de boxa, esperant que el peguin molt. Per al seu gran alleujament, l'autèntic Battling Butler apareix, lluita i guanya.
No obstant això, el Battler es molesta d'haver estat suplantat per un escanyolit com Alfred. Al vestidor, comença a colpejar l'Alfred al cap i al cos. Això continua fins que l'Alfred veu que la porta del vestidor està oberta i la seva estimada està mirant. Inspirat, comença a lluitar, la seva confiança i fúria augmentant amb cada cop que rep. Per a sorpresa de tots, la pallissa es converteix en una veritable competició i culmina amb una victòria per nocaut d'Alfred, que, en un frenesí d'insatisfada luxúria de sang, continua colpejant el Battler inconscient fins que l'entrenador i el gerent del Battler s'afanyen i el frenen. Sorprès per la seva pròpia destresa, confessa el seu engany a la seva estimada. Ella el perdona, i ho celebren amb una vetllada a la ciutat, l'Alfred encara vestit amb el seu calçat de boxa i sabates esportives, però també amb un barret de copa i amb un bastó elegant.

## Orígens
Igual que l'anterior Seven Chances de Keaton, la pel·lícula és una adaptació d'una obra escènica. El musical es va anomenar Battling Buttler, de Walter L. Rosemont i Ballard MacDonald, i protagonitzat per Charlie Ruggles a Broadway. Va funcionar del 8 d'octubre de 1923 al 5 de juliol de 1924. The New York Times  va assenyalar la diferència en l'ortografia del nom del personatge central entre les versions escèniques i cinematogràfiques.

## Repartiment
- Buster Keaton com Alfred Butler
- Sally O'Neil com la noia de la muntanya
- Walter James com el seu pare
- Budd Fine com el seu germà
- Francis McDonald com Alfred "Battling" Butler
- Mary O'Brien com la seva dona
- Tom Wilson com el seu entrenador
- Eddie Borden com el seu gerent
- Snitz Edwards com el servent d'Alfred